# الأجنحة المتكسرة (أغنية)
«الأجنحة المتكسرة» هي أغنية من تسجيل فرقة البوب روك الأمريكية مستر مستر. تم إصدارها في سبتمبر 1985 كأغنية رئيسية لألومهم الثاني ويلكوم تو ذا نيو وورلد. بلغت الأغنية ذروتها في الرقم واحد في بيلبورد هوت 100 في ديسمبر 1985 حيث بقيت لمدة أسبوعين.

## الخلفية والموسيقى
تمت المشاركة في كتابة الأغنية مع الشاعر الغنائي جون لانغ، المستوحى من كتاب يدعى بـ«الأجنحة المتكسرة» من كتابة جبران خليل جبران. الأغنية هي مزيج من سنثسيزر وغيتار متأخر رقمياً وباس وطبول. كانت مقدمة هسهسة الأغنية لها تأثير تم إنشاؤه من قبل صوت تحطم الصنج عزفت في إتجاه معاكس.

## الأغنية المصورة
الأغنية المصورة لـ«الأجنحة المتكسرة» من إخراج أولي ساسون وصورت بالأبيض وأسود.

## تغطيات ملحوظة

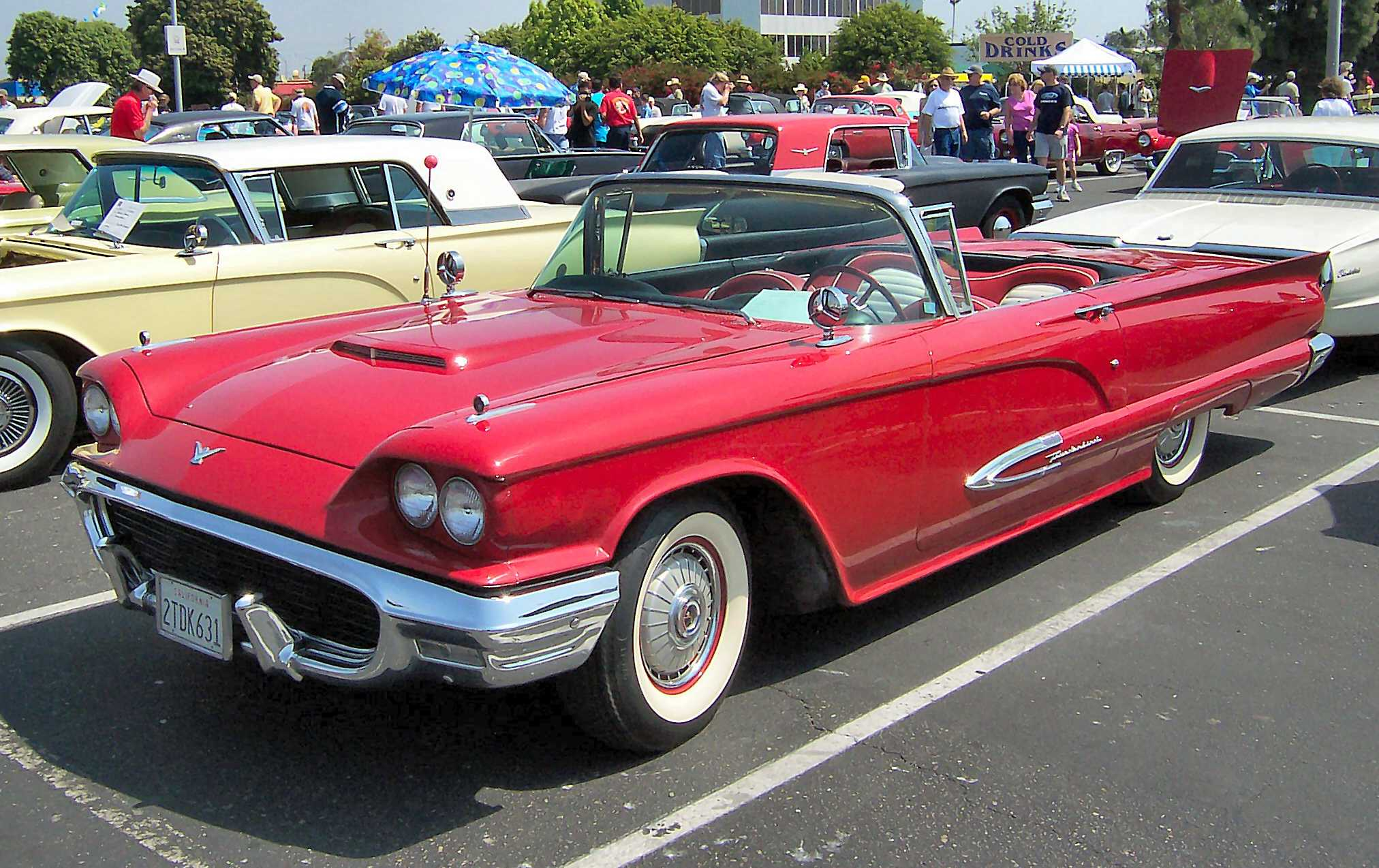
يظهر الجيل الثاني من فورد ثندربيرد في الفيديو

- في 1986، تمت تغطيتها من قبل رودني فرانكلن في ألبومه إت تايكس تو.
- في 1995، تمت تغطيتها من قبل جون تيست في ألبومه ساكس باي ذا فاير.
- في 1998، تمت تغطيتها من قبل سي بلوك في ألبومهم كيبين إت ريل.
- في 2002، الأغنية متضمنة في لعبة في المحطة الخيالية جي تي أي: فايس سيتي
- في 2014، تمت تغطيتها وأدائها من قبل كونشيتا ليفلانغ.